# Colònia Aramburu
La Colònia Aramburu és un conjunt d’habitatges construïts l’any 1948 a La Coromina, dins el terme municipal de Cardona (Bages), per donar resposta a la necessitat d’allotjament dels treballadors de les mines de potassa. Està situada en un espai triangular entre el nucli de la Coromina, el riu Cardener i l’antiga carretera C-1411.
Es tracta d'un conjunt de cinc blocs amb un total de 25 habitatges unifamiliars disposats en filera, als seus orígens tenien una estructura rectangular, planta baixa i amb accés a un pis (golfes), amb coberta a dues aigües amb el carener paral·lel a la façana principal. Cadascuna de les façanes principals presenta una porta centrada amb llinda, alhora estava flanquejada per dues finestres d'arc a nivell amb un petit ampit. La distribució interna era d'un passadís central amb una habitació doble a cada banda, al fons del passadís arribaves al menjador que donava a una petita cuina i una habitació individual. Al darrere hi havia un petit pati amb el bany. Cal destacar que aquesta distribució inicial s'ha anat modificant al llarg dels anys, i cada casa actualment presenta una distribució interna diferent. Pel que fa al davant de casa, antigament hi havia uns jardins comunitaris, el qual al cap d'uns anys es van parcel·lar donant unes terrasses particulars.

## Història
La colònia va ser impulsada per l’empresa Unión Española de Explosivos, SA (UEE), que explotava el jaciment de sal de Cardona, i va ser supervisada personalment pel directora de la mina i enginyer José Aramburu, que li dona nom.
A mitjans segle XX, Cardona va viure una forta onada migratòria, especialment procedent d’Andalusia, a causa de la demanda de mà d’obra per a les mines. Davant la manca d’habitatges, l’empresa va començar a construir colònies per acollir els treballadors i les seves famílies. Abans de la Colònia Aramburu ja s’havien creat altres nuclis residencials, com Els Escorials, pensada per a la direcció de les mines, o la colònia dels Arquers, més allunyada del centre i amb serveis propis com escola, piscina o botiga.
Tot i això, l’allau de nous residents va fer que moltes famílies acabessin vivint en barraques de vinya. La creació d’Aramburu, amb 25 habitatges, i més tard de la Colònia Manuela, va permetre alleujar parcialment aquesta situació. Avui en dia, encara es conserven els edificis originals, han mantingut l'estètica i realment són testimoni de la història social i laboral vinculada a l’explotació minera de la vila.
Des de l'any 2015, l'Ajuntament de Cardona, els va protegir com a Bé Cultural d'Interès Local (BCIL 13346-I)